# Provincia de Azuay
Azuay es una de las veinticuatro provincias que conforman la República de Ecuador, situada en el sur del país, en la zona geográfica conocida como región interandina o sierra, principalmente sobre la hoya de Paute en el noreste y la hoya de Jubones en el suroccidente. Su capital administrativa es la ciudad de Cuenca, la cual además es su urbe más grande y poblada. Ocupa un territorio de unos 8309,58 km², siendo la duodécima provincia del país por extensión. Limita al norte con Cañar, al noreste una pequeña parte con Chimborazo,  al sur con Loja, por el occidente con Guayas, al suroccidente con El Oro, al este con Morona Santiago y al sureste con Zamora Chinchipe.
En el territorio azuayo, habitan 834.958 personas,  siendo la quinta provincia más poblada del país después de Guayas, Pichincha, Manabí y Los Ríos. La provincia de Azuay está constituida por quince cantones, de las cuales se derivan veintisiete parroquias urbanas y sesenta parroquias rurales. Según el último ordenamiento territorial, Azuay pertenecerá a una región comprendida también por las provincias de Cañar y Morona Santiago, aunque no esté oficialmente conformada, denominada Región Centro Sur.
Es uno de los más importantes centros administrativos, económicos, financieros y comerciales del Ecuador. El desarrollo de la industria en la provincia en general se basó en las destrezas manuales de sus habitantes. Tiene una importancia muy singular para la historia del austro del Ecuador, por ser un punto medio entre la costa y la amazonía. Desde tiempo ancestral, se constituyó como una zona de encuentro entre culturas, comerciantes y eventos de connotación religiosa.
Los primeros asentamientos registrados datan de diez mil años de antigüedad en Chobshi y Cubilán. Tuvo distintos períodos migratorios provenientes de la serranía como los cañaris. Más adelante, fue conquistada por los incas al mando de Túpac Yupanqui. La colonización española se dio cuando Francisco Pizarro comisionó al capitán Rodrigo Núñez de Bonilla para que ejerza las funciones de encomendero en el repartimiento de la provincia de los cañaris o Tomebamba en 1538. Durante ese período, la entidad máxima y precursora de la provincia sería el corregimiento de Cuenca. Después de la guerra independentista y la anexión de Ecuador a la Gran Colombia, se crea la provincia de Cuenca el 25 de junio de 1824 (que, en 1835, cambiaría su nombre a Azuay), lo que la hace una de las siete primeras provincias del Ecuador. Esta provincia es el corolario de la subdivisión del extinto departamento de Azuay.

## Historia

### Primeras ocupaciones
Durante el Período Precerámico (10000 a. C.-3500 a. C.) según los vestigios arqueológicos y antropológicos, encontrados en Chobshi (Cantón Sigsig) y Cubilán, se sabe que los primeros habitantes del área datan del año 8060 a. C. siendo estos cazadores nómadas y recolectores. Su presencia se extiende hasta aproximadamente el año 5580 a. C., desde esa fecha los asentamientos humanos desaparecen y no es hasta el 2000 a. C. que vuelven a aparecer sociedades.
En el Período Formativo (3500 a. C.-500 a. C.) aparece la cultura Cerro Narrío (2000 a. C.-500 a. C.), llamada también Challuabamba, esta cultura presenta pequeños asentamientos de una organización correspondiente a una cultura Formativa, una incipiente división de clases sociales, además se caracteriza por la presencia de agricultura y por la fabricación en masa de cerámica.
Para el Período de Desarrollo Regional (500 a. C.-500 d. C.) Se desarrollan las culturas Tuncahuán, así como las primeras etapas de las fases Tacalshapa (Azuay) y Cashaloma (Cañar), siendo estas fases correspondientes a la Cultura Cañari. Esta etapa se caracteriza por sociedades con división del trabajo y perfectamente jerarquizadas, utilizan una agricultura intensiva y su cerámica tiene ciertas figuras antropomorfas. Lo más representativo de esta fase es la utilización de metales como oro, plata y cobre.

### Etapa Cañari
En el periodo de Integración (500 d. C. -1500 d. C.) esta zona se caracteriza por las conquistas y alianzas, así pues la parte nuclear de la cultura Cañari se integraría en una diarquía cuyas capitales fueron Shabalula (Sigsig) y Hatun Cañar (ciudad de Cañar), mientras que las partes exteriores del territorio Cañari solo se mantenían confederadas a la parte nuclear, razón por la cual eran políticamente independientes. La dinastía Duma gobernó desde la capital Shabalula, mientras que no se sabe la línea de gobernantes de Hatun Cañar.
Lo que hoy es Cuenca fue un centro señorial importante de la diarquía Cañari, esta zona se llamaba Guapondelig en lengua Cañari significaba "llanura amplia como el cielo" (aunque otros plantean el nombre de Surampalti) y era caracterizada por la agricultura, como la región Cañari no es muy apta para esta práctica esto hizo de Guapondelig una de las zonas más importantes de los Cañaris.
A mediados del siglo XIX, en los cantones de Gualaceo (Chordeleg) y Sigsig, se encontraron una serie de tumbas, de gobernantes Cañaris, ricas en metales preciosos y cerámica, lamentablemente la mayoría de lo encontrado fue saqueado y vendido, por fortuna Marshall Saville escribió un libro sobre las piezas extraídas, el libro se llamó "El Tesoro de Oro del Sigsig, Ecuador", así como hay otros libros que hablan de las huacas de Chordeleg.

### Etapa Inca

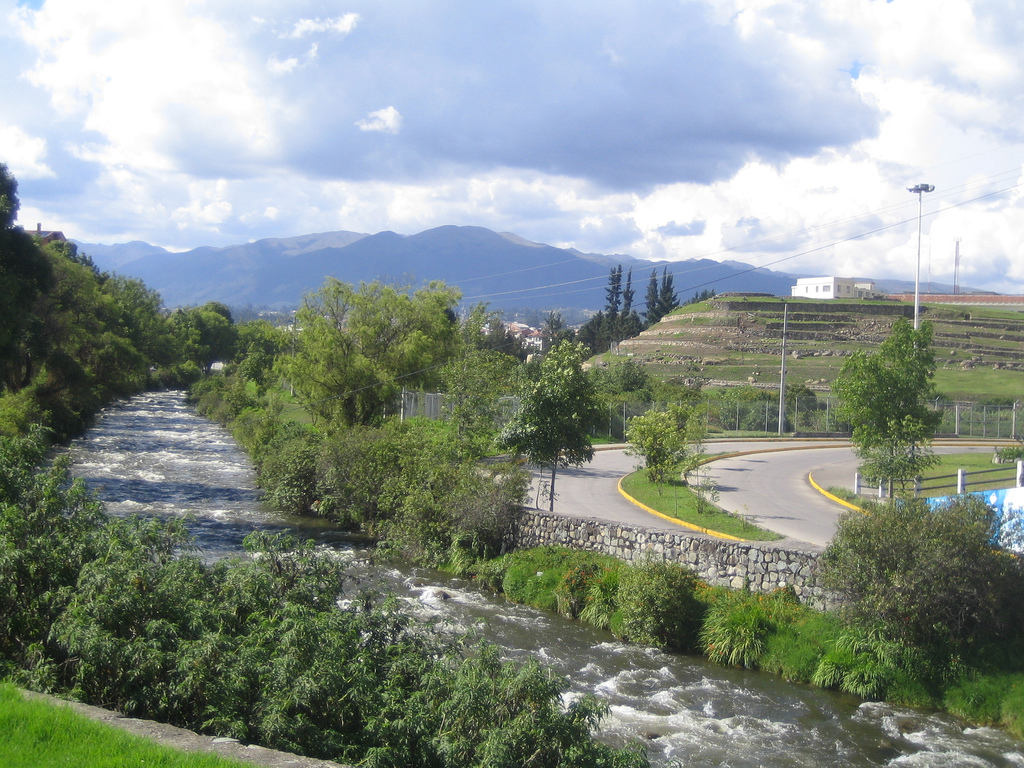
El río Tomebamba a la izquierda y las Ruinas de Pumapungo a la derecha.

Para el año 1470 d. C. (aprox.) los Cañaris fueron conquistados por los Incas, y el Inca Tupac Yupanqui refunda Guapondelig, pero esta vez como la ciudad más importante del Chinchaysuyo, Paucarbamba (que significa "llanura de flores" o bien " planicie del jardín florido" ), luego fue llamada Tumipampa según se cree debido a la oposición de sus pobladores Cañaris que fueron degollados con un cuchillo circular llamado Tumi; esta hipótesis, sin embargo, es discutida por quienes creen que la ciudad fue renombrada por Huayna Capac en honor a su Panaca o Familia Real. Luego el nombre fue empleado como "Tomebamba" por los hispanos con recursos vocálicos fuertes.
Esta nueva ciudad se habrá de erigir como la capital norteña del Imperio Inca, y según numerosos cronistas aquí habría nacido Huayna Capac.
Durante los gobiernos de Tupac Yupanqui y Huayna Capac, 60 años más o menos, aproximadamente la mitad de la población Cañari fue sacada y reubicada en otras partes del imperio Inca para luego ser reemplazada con mitimaes, esto provocó una deformación en la cultura (aculturización) de los Cañaris, sin embargo a pesar de esto este grupo pudo mantener su identidad.
Años después cuando Huayna Capac regresó al norte del imperio, para reconquistar la zona de Quito y la diarquía Caranqui-Cayambe, se instaló en Tomebamba y llevó a cabo una serie de construcciones para embellecer la ciudad y toda la provincia Cañari en general. Existen teorías que afirman que la ciudad mantuvo su nombre preinca hasta el retorno de Huayna Capac, y sería en ese momento en que el Inca la renombró con Tumipampa, nombre que de hecho era el mismo de la Panaca de Huayna Capac. Durante años posteriores el Inca y su hijo, Ninan Cuyuchi, cogobernaron el Imperio Inca desde Tomebamba, ayudados por Huáscar y Atahualpa, quienes se encontraba en Cuzco (Capital principal del Imperio) y Quito, respectivamente.
Más o menos para 1528 fallecieron Huayna Capac en Quito y Ninan Cuyuchi, el príncipe sucesor, en Tomebamba, con esto se creó un vacío de poder que desencadenó la guerra civil entre Atahualpa y Huáscar. Como parte de los Cañaris y la aristocracia Inca de la provincia apoyaron a Huáscar esto provocó la ira de Atahualpa, quien militarmente conquistó y destruyó la ciudad de Tomebamba, además de ordenar el asesinato de miles de Cañaris y de los orejones Incas, sin embargo después ordenó la reconstrucción de la ciudad, algo que por la llegada de los conquistadores nunca fue llevado a cabo.

#### Conquista hispana
La guerra civil la ganó Atahualpa y mientras iba al Cuzco para ratificar su soberanía fue capturado y asesinado por Francisco Pizarro en Cajamarca. Los Cañaris por su odio a Atahualpa se aliaron a los españoles y ayudaron, con la participación también de otros grupos étnicos a conquistar el Imperio Inca. [Sebastián de Benalcázar], convencido por los Cañaris, se encaminó a la conquista de Quito, pasó por las ruinas de Tomebamba y ahí recibió más refuerzos, así pues con ayuda de 11 000 Cañaris, Benalcázar derrotó a Rumiñahui y conquistó Quito.
Los Cañaris debido a la mortandad realizada por Atahualpa y las enfermedades europeas, así como también por el hecho de que estos guerrearon a favor de los Conquistadores durante años, provocó que para 1547, cuando el cronista Pedro Cieza de León pasó por Tomebamba, este vio que ahí existía un hombre por cada quince mujeres, así mismo comprobó que los Cañaris estaban cristianizados. Cuando él pasó por la ciudad y la provincia, fue capaz de ver las ruinas de muchos de los templos y palacios Incas.
En la actual ciudad de Cuenca se pueden apreciar muchos vestigios de su pasado Inca, destacando el palacio de Pumapungo.

### Etapa Colonial.
Gualaceo, tiene una historia precolonial y como asentamiento colonizado en 1534, antes de la capital provincial Cuenca. Sebastián de Benalcazar fue uno de los primeros españoles que llegó a Gualaceo dirigido por el cacique Llivicura, en abril de 1534, en el contexto de la colonización del Imperio Inca (Arízaga, 1983). Cuando Francisco Pizarro, el conquistador del Perú, comisionó al Capitán Rodrigo Núñez de Bonilla para que ejerza las funciones de encomendero en el repartimiento de la Provincia de los Cañaris o Tomebamba en 1538 se instaló en la llanura de Paucarbamba levantando un pequeño asentamiento.
Después de 19 años el Virrey de Lima Don Andrés Hurtado de Mendoza ordena al Capitán Gil Ramírez Dávalos la fundación de una nueva ciudad.
El lunes de Semana Santa del 12 de abril de 1557, el Cap. Gil Ramírez con la compañía de un grupo de españoles y de los caciques Diego, Juan Duma, Luis y Hernando Leopulla, sobre las ruinas de Tomebamba se refundó una ciudad con el nombre de "Santa Ana de los ríos de Cuenca" en honor a la ciudad española de Cuenca, lugar de origen de Andrés Hurtado de Mendoza.
El domingo 18 de abril de 1557, día de Pascua de Resurrección, Gil Ramírez Dávalos condujo el acto jurídico de la Constitución del Primer Cabildo de la Ciudad, luego trabajó hasta el día 26 de abril adjudicando los primeros terrenos y creando el trazado básico tipo damero de la ciudad.

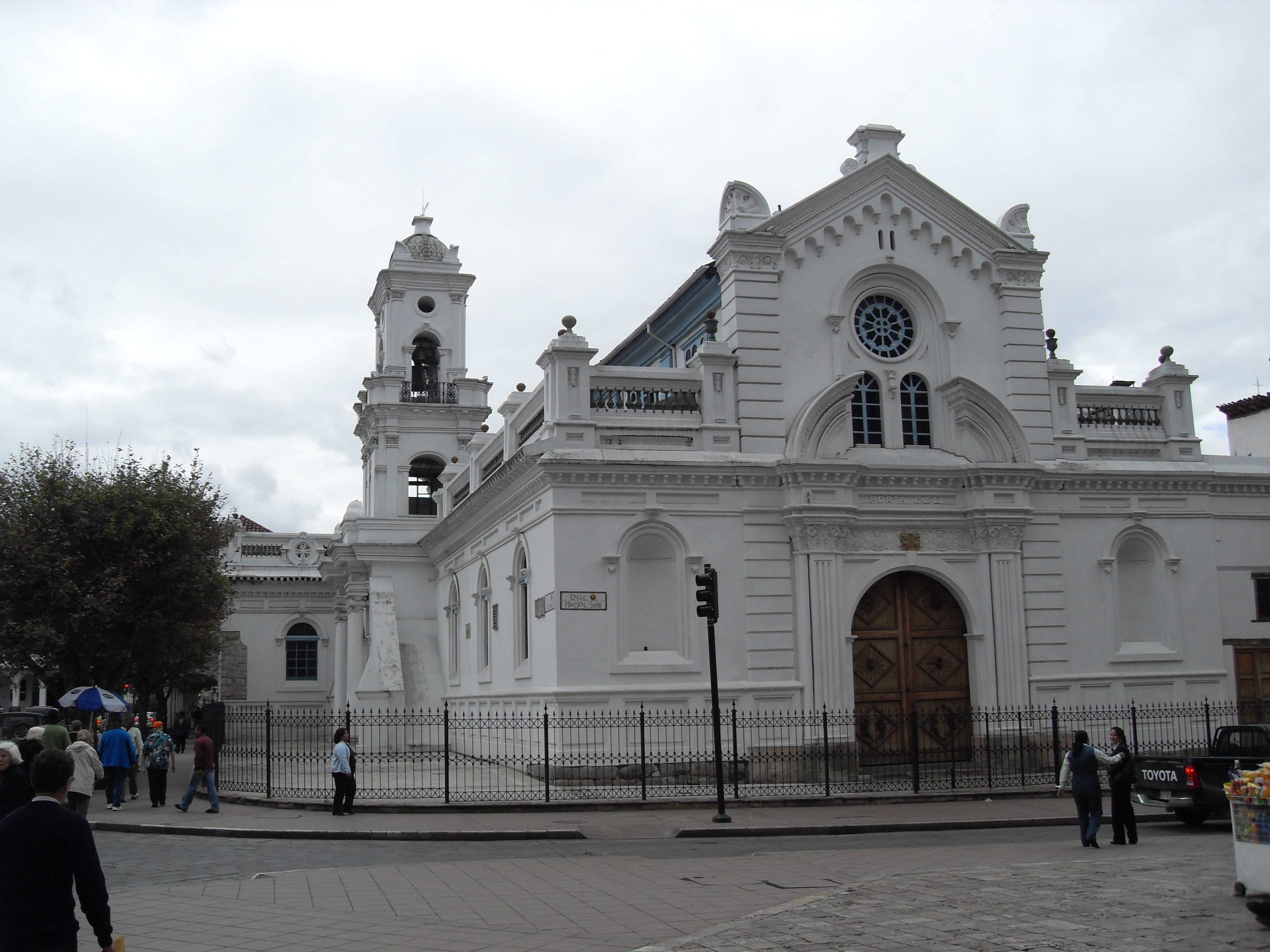
Antigua Catedral de Cuenca, uno de los primeros edificios construidos, hoy en día un museo.

En 1563, al crearse la Real Audiencia de Quito pasó a formar parte de esta en calidad de Corregimiento, teniendo en ese momento bajo su jurisdicción las poblaciones de Azogues, Cañar, Cañaribamba (hoy llamada Girón), miniatura, Déleg, Gualaceo, Paute, Paccha, San Bartolomé y Sayausí. Esto duró hasta el año de 1777 cuando la elevan a la categoría de Gobernación.
En el año de 1730 paso por esta ciudad la Misión Geodésica Francesa y en 1778, se realiza el primer censo real en la ciudad, el conteo oficial de este hecho alcanzó la cifra de 18 916 habitantes en la ciudad de los cuales 12 936 estaban en la zona Urbana y 5 983 en la zona rural. La estructura social tenía en su sima el 10% de la población que eran españoles de sangre pura, el 22% de la población que eran mestizos eran los siguientes, los indígenas eran la mayoría de la población y ocupaban el próximo nivel social con el 67% de la población y al final estaban los negros con el 1%.
La ciudad continuó creciendo durante los tres siglos de la Era Colonial, en los que se consolida una personalidad mestiza de interesantes rasgos: sensible, amante del paisaje, conservadora de sus bienes, tranquila y laboriosa, que se enriqueció, particularmente, por el comercio de sus artesanías, en especial de sus tejidos, y gracias a la explotación y trabajo de los metales. Gracias a su desarrollo adquirió gran importancia social y política; fue así que, durante la colonia, logró convertirse en el principal enlace entre las poblaciones del sur de la Audiencia.
En este periodo la sociedad cuencana no se encontraba atraída por la cultura o las artes (se encontraba bajo el control de la iglesia) ni por la educación. Los artistas más destacados de la época fueron Gaspar Sangurima y Miguel Vélez, de quienes todavía se conservan sus cristos más representativos.
Durante este período la ciudad también tomó como modelo arquitectónico al usado en España, particularmente el de la región de Andalucía.
Uno de los últimos gobernadores españoles de Cuenca fue Juan López-Tormaleo y Teijeiro.

### Independencia
Desde el año 1795 hubo en Cuenca la expresión pública por conseguir la libertad, en diferentes lugares de la ciudad, el día 25 de marzo de este año, circularon varios escritos y letreros que contenían ideas de libertad.
Las autoridades españolas racionaron y enjuiciaron a los responsables, no se sabe exactamente el paradero de los juicios, pero se cree que los participantes en la creación de dichas leyendas fueron: Paulino Ordóñez, Fernando Salazar y Piedra, Joaquín Tobar.
Con el fin de obtener libertad se hicieron luego dos intentos, pero ambos fracasaron, hasta que el 3 de noviembre de 1820 el Dr. José María Vásquez de Noboa como gobernador de la ciudad mandó a publicar unas Reales Órdenes Españolas, acompañado de la escolta militar; mientras se leía dicho mando en una esquina de la ciudad, nueve patriotas en complot con Vásquez se echaron sobre la escolta y la desarmaron a la fuerza.
Los nueve estaban comandados por el Teniente Tomás Ordóñez, quien fue herido cuando se hallaba trabado en una lucha con un soldado y una bayoneta le atravesó la pierna de un golpe. Los patriotas se reunieron en la plaza de San Sebastián. Allí con un numeroso grupo de ciudadanos cuencanos proclamaron la libertad e Independencia de Cuenca. Ordóñez a pesar de encontrarse herido, recorría las calles, animando y entusiasmando las multitudes; luego se unen dos sacerdotes: José Peñafiel y Juan María Ormaza, quien fue el principal orador, manifestó con elocuencia los sacrificios que todos debían hacer por la libertad e independencia. El jefe militar llamado Antonio García Trelles originario de España al ver este ataque, da la orden a sus 109 soldados para que salgan del cuartel e iniciaran la pelea entre la gente del pueblo y los militares.
En la tarde del día 4 de noviembre llega la ayuda desde la población de Chuquipata al mando de otro sacerdote llamado Javier Loyola. Con la llegada de esa gente los patriotas logran vencer finalmente a la tropa española en el sector de Verdeloma.
Con la independencia, los patriotas proclamaron la República de Cuenca. El 8 de noviembre fue convocado el Consejo de la Sanción, para elaborar el Plan de Gobierno o Ley Fundamental de la República de Cuenca luego conocida como la Constitución política Cuencana de 1820, aprobada por los diputados el 15 de noviembre de 1820. La Junta Suprema de Gobierno quedó presidida por José María Vázquez de Noboa quien en ese momento comunicó la hazaña libertaria al entonces vicepresidente de la Gran Colombia, el general Francisco de Paula Santander.

#### Represión española
Sin embargo la alegría no duró mucho ya que el 20 de diciembre de 1820 los patriotas fueron derrotadas en Verdeloma, por el coronel Francisco González, quien con seiscientos soldados veteranos y bien armados se enfrenta con un millar de hombres sin experiencia y poco armados, dejando a su paso más de 200 cadáveres en el campo de batalla para luego irrumpir en Cuenca y así acabar con la República.

##### La verdadera independencia
Después de poco más de un año de la represión y luego de realizar la campaña de Machala a Saraguro y de este lugar a Cuenca, el general Antonio José de Sucre hace su entrada triunfal, al mando de sus tropas, el 21 de febrero de 1822. Cuando las tropas realistas, a cuyo frente se halla el coronel Carlos Tolrá, ven aproximarse a las fuerzas libertadoras, abandonan la ciudad, dirigiéndose a Riobamba.
Finalmente la independencia real se dio cuando todo el territorio de la Real Audiencia de Quito, actual Ecuador, se independiza el 24 de mayo de 1822 en la batalla del Pichincha, batalla en la cual el cuencano Abdón Calderón a pesar de recibir múltiples heridas no se retiró de la lucha, él moriría días después en un hospital en Quito, dicho acto de valentía durante la batalla fue considerado heroico por el libertador Simón Bolívar, y este lo ascendió de rango. Hoy en día, Abdón Calderón es considerado un héroe a nivel nacional.

### Etapa Republicana

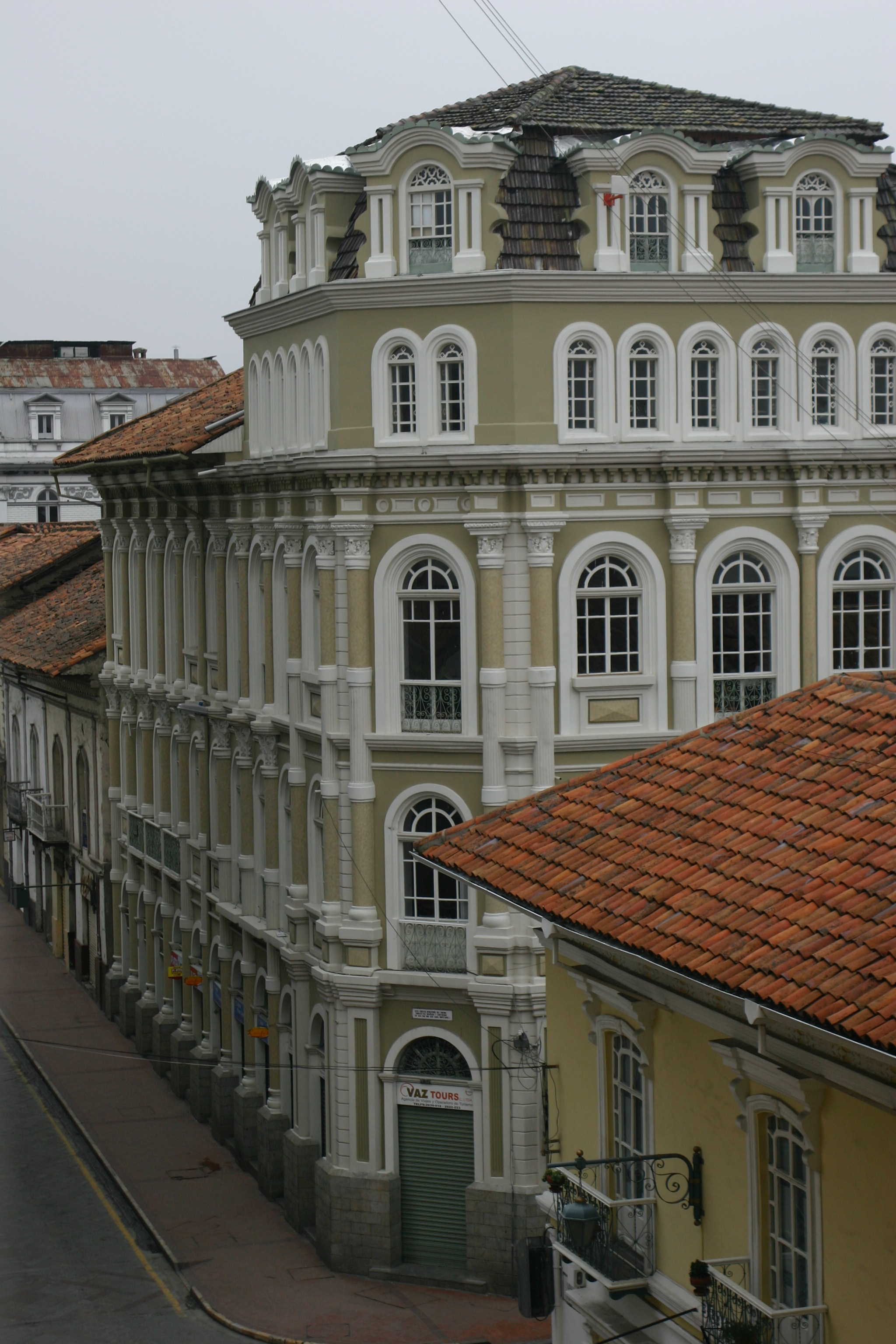
Ejemplo de arquitectura republicana en Cuenca, Ecuador.

Con la organización de la República de la Gran Colombia, Cuenca fue asignada como capital del Departamento del Azuay, en el Distrito del Sur.
En 1828, durante la Guerra Gran Colombo-Perúana, la ciudad estuvo a punto de caer en manos del Perú, cuyas fuerzas eran comandadas por el general, presidente y también cuencano Mariscal José de la Mar. Sin embargo en la batalla del Portete de Tarqui, al sur de la ciudad, las fuerzas de la Gran Colombia lograron derrotar al ejército peruano evitando así que llegaran a la ciudad.
También en 1828, Fray Vicente Solano que es el precurso del movimiento de las artes en la ciudad, introduce la primera imprenta, además importa libros y funda el primer periódico llamado “Eco del Azuay”.
Tras la separación del Estado de Ecuador (que luego pasaría a llamarse República del Ecuador) de la Gran Colombia en 1830, Cuenca se convirtió en la capital de la provincia del Azuay.
Durante la construcción del Canal de Panamá en Azuay se empezó a hacer en masa los Sombreros de Paja toquilla, y a pesar del enorme descenso en la demanda, después de que el Canal antes mencionado concluyese, el Sombrero de Paja toquilla pasó a formar parte de la vestimenta típica indígena de esta zona, siendo destacado en la vestimenta de Chola cuencana, y Azuay se convertiría en el hogar adoptivo de este producto, así pues en esta ciudad se puede visitar el Museo de dicho producto.
En el año de 1885 se inicia la construcción en el centro de la ciudad de la Nueva Catedral de Cuenca también llamada Catedral de la Inmaculada Concepción, que no sería completada hasta 1975. Los planos de la catedral fueron elaborados por el hermano redentorista alemán Juan Bautista Stiehle, quien siguiendo los lineamientos dados por el Obispo León Garrido, diseñó un templo de dimensiones colosales, sin embargo nunca se llegó a construir la catedral como indicaban los planos (las dos torres de la fachada también deberían haber tenido sus cúpulas) debido al excesivo peso del techo. Hoy en día es uno de los mayores y más conocidos íconos de la ciudad.

## Geografía
La Provincia de Azuay limita al norte con la Provincia de Cañar, al sur con la Provincia de Loja, al este con las provincias de Morona Santiago y Zamora Chinchipe, y al oeste con Guayas y El Oro. En extensión territorial es duodécima, con 8.639 km².
En la provincia existen dos zonas diferenciadas: el este, un área dominada por los Andes orientales y occidentales; el oeste, un área que pertenece a la región Costa, que se encuentra poblada por ramificaciones subandinas. Los cursos fluviales más importantes son el río Jubones, y el río Paute. Su punto más alto es el Nudo del Cajas, a 4500 metros de altura, convertido en el parque nacional Cajas.

### Clima
El clima es variable debido a la altura, desde el tropical hasta el glacial, debido a la presencia de la cordillera de los Andes y la vegetación subtropical al occidente, la provincia se halla climatológicamente fragmentado en diversos sectores. Además, a causa de su ubicación tropical, cada zona climática presenta solo dos estaciones definidas: húmeda y seca. En el Occidente la temperatura oscila entre los 20 °C y 33 °C, mientras que en la zona andina, ésta suele estar entre los 10 °C y 28 °C.
Actualmente ha variado el clima llegando a 11 grados centígrados

## Gobierno y política

### Política y Gobierno
La estructura política de Azuay está conformada por el Gobierno Autónomo Descentralizado Provincial, denominado comúnmente como «Prefectura», la cual es una persona jurídica de derecho público que goza de autonomía política, administrativa y financiera, y ejerce las funciones ejecutivas, legislativas y de fiscalización dentro de la circunscripción territorial de la provincia. La sede de este gobierno seccional está en la ciudad Cuenca, en calidad de capital provincial.
El gobierno provincial está conformada por un prefecto, un viceprefecto y el consejo provincial. El prefecto es la máxima autoridad y representante legal de la función ejecutiva dentro de la provincia y es elegido en binomio junto al viceprefecto por votación popular en las urnas. El consejo provincial es el órgano de legislación y fiscalización del gobierno provincial, y está integrado por el prefecto -quien lo preside con voto dirimente-, el viceprefecto, los alcaldes de los 15 cantones azuayos, y representantes de los gobiernos de las parroquias rurales. En la actualidad el cargo de prefecto lo ejerce Juan Cristóbal Lloret, elegido para el periodo 2023 - 2027. 
Paralelo al Gobierno Autónomo Descentralizado Provincial de Azuay, el poder ejecutivo del presidente de la República está representado en la provincia por el gobernador. El cargo de gobernador es ocupado por un individuo designado por el presidente de la República, y puede durar en sus funciones indefinidamente mientras así lo decida el primer mandatario del país. Actualmente, el gobernador de la provincia es Luis Santiago Malo.

### División administrativa

Cantones de Azuay

La provincia está conformada por 15 cantones, de las cuales se derivan 27 parroquias urbanas y 60 parroquias rurales. Cada uno de los cantones son administrados a través de una municipalidad y un consejo cantonal, los cuales son elegidos por la población de sus respectivos cantones. La responsabilidad de estos cantones es realizar el mantenimiento de carreteras, administrar los presupuestos del gobierno del estado para programas de asistencia social y económica, y administrar, infraestructuras tales como parques y sistemas de saneamiento básico.
|                             | Cantón                | Población (2022) | Área (km²) | Cabecera cantonal     | Población (2022) |
| --------------------------- | --------------------- | ---------------- | ---------- | --------------------- | ---------------- |
|                             | Camilo Ponce Enríquez | 22 810           | 639        | Camilo Ponce Enríquez | 10 015           |
|                             | Chordeleg             | 12 197           | 105        | Chordeleg             | 4445             |
| Bandera de Cuenca (Ecuador) | Cuenca                | 596 101          | 3086       | Cuenca                | 361 524          |
|                             | El Pan                | 2776             | 132        | El Pan                | 503              |
|                             | Girón                 | 12 182           | 347        | Girón                 | 4353             |
|                             | Guachapala            | 3586             | 41         | Guachapala            | 1210             |
|                             | Gualaceo              | 43 188           | 347        | Gualaceo              | 13 843           |
|                             | Nabón                 | 14 776           | 636        | Nabón                 | 1276             |
|                             | Oña                   | 3422             | 295        | San Felipe de Oña     | 989              |
|                             | Paute                 | 26 782           | 267        | Paute                 | 8766             |
|                             | Pucará                | 9693             | 848        | Pucará                | 855              |
|                             | San Fernando          | 3738             | 142        | San Fernando          | 1407             |
| Bandera de Morona Santiago  | Santa Isabel          | 20 753           | 781        | Santa Isabel          | 6194             |
|                             | Sevilla de Oro        | 4613             | 314        | Sevilla de Oro        | 732              |
|                             | Sígsig                | 24 992           | 657        | Sígsig                | 4029             |

Conflicto limítrofe
Existen discrepancias en cuanto a la línea de separación político administrativa entre Azuay y sus provincias vecinas Guayas, Cañar y Morona Santiago. Los Prefectos en 2015 llegaron a un acuerdo sobre los límites, sin embargo, ese acuerdo no fue ratificado por el correspondiente decreto presidencial.
En 2021, los prefectos de Azuay y Cañar solicitaron la nulidad de los acuerdos y pidieron una consulta popular para resolverlos. Así mismo, solicitaron se anulen la cartografía emitida con los límites establecidos en los acuerdos, por no cumplir los procedimientos legales.

## Turismo

### Centro histórico de Cuenca

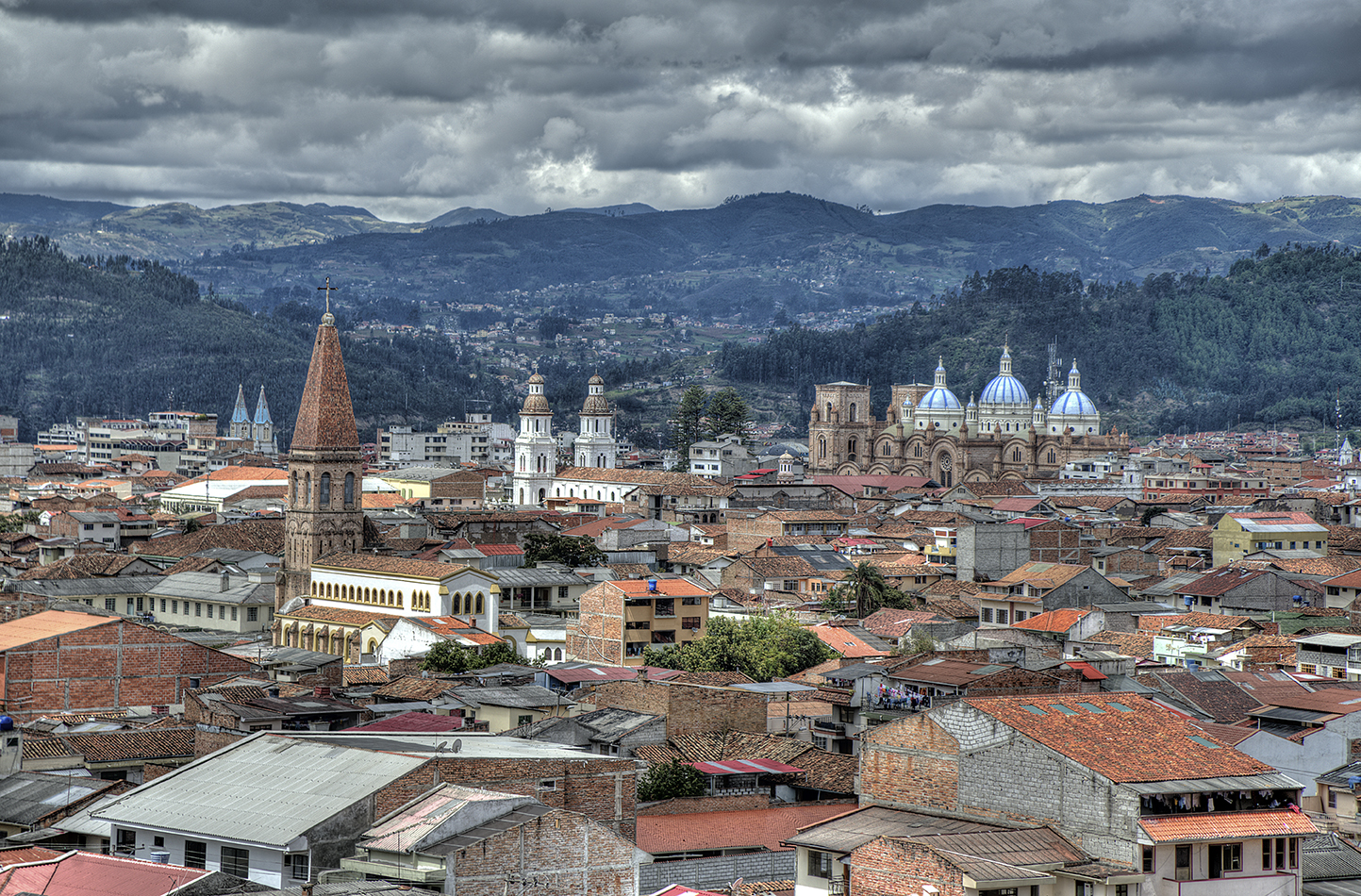
Vista de la ciudad de Cuenca.

Cuenca está situada en la parte meridional de la Cordillera andina ecuatoriana. Su centro histórico fue declarado Patrimonio de la Humanidad por la Unesco en el año 1999. Es llamada la Atenas del Ecuador por su majestuosa arquitectura, su diversidad cultural, su aporte a las artes, ciencias y letras ecuatorianas y por ser el lugar de nacimiento de muchos personajes ilustres de la sociedad ecuatoriana. Sombreros hechos a mano son una especialidad en el Ecuador y se venden a los turistas de todo el mundo que visitan Cuenca.
En el centro de la ciudad se ubican importantes vestigios históricos: museos e iglesias antiguas (como la Catedral de la Inmaculada Concepción, una de la más grandes y hermosas de América, y otras más que datan de los siglos XVI y XVII), calles adoquinadas y casas con fachadas de estilo republicano que hacen notar las diferentes influencias europeas con característicos balcones y cielorrasos tallados artísticamente y otros forjados en latón pintados.
La ciudad es además conocida como la "Cuenca de los Andes" o la "Atenas del Ecuador" por ser cuna de poetas y hombres ilustres que han dejado en alto el nombre de esta ciudad, como Miguel Vélez, Gaspar Sangurima, Santo Hermano Miguel, Honorato Vázquez, Remigio Crespo Toral, entre otros personajes como Abdón Calderón Garaicoa, Antonio Borrero. En Cuenca también existen numerosas organizaciones culturales.
También goza de una extensa variedad de programas culturales y tradicionales a lo largo del año como la fiesta del Corpus Christi que es celebrada en junio y la Conmemoración de los Fieles Difuntos que se celebre en el Ecuador a nivel nacional el día 2 de noviembre y se hace una sola festividad con las festividades del 3 de noviembre durante las fiestas de conmemoración de la independencia, en la cual se realiza un certamen patrocinado por el Municipio en el que se elige a la "Chola cuencana" del año que presidirá la Fundación del mismo nombre, entidad que impulsa varias obras sociales en las parroquias rurales. Otra gran festividad carga de tradición es el Pase del Niño Viajero que se realiza el día 24 de diciembre en las calles del centro histórico (aunque muchas personas también lo realizan durante el transcurso de los meses de diciembre y enero, llegando en algunas ocasiones hasta febrero), en el que niños disfrazados de personajes de la biblia, pastores, mayorales, cholas, gitanas, y otros, recorren las calles, organizados por familias, comunidades educativas, barriales, religiosas y parroquiales.
En Cuenca existen numerosos museos, entre los que se pueden destacar:
- Museo de Tierra y Artes del Fuego. Se sitúa en la "Casa de Chahuarchimbana", uno de los edificios patrimoniales de la ciudad. Su nombre significa “Lugar menos profundo del río”, por situarse en uno de esos puntos, a la orilla del río Yanuncay, uno de los 4 ríos que cruzan la ciudad.
- Museo del sombrero de paja toquilla, (Carludovica palmata) también conocidos como "Sombrero Panamá". Cuenca se sitúa entre los principales fabricantes de este tipo de sombrero.
- Museo Municipal de Arte Moderno. Funciona en un edificio construido en 1876. Esta edificación funcionó como hogar de reclusión para alcohólicos, cárcel de varones y escuela, entre las más importantes funciones que cumplió la antigua Casa de la Temperancia.
- Museo de la Antigua Catedral.
- Museo de los Culturas Aborígenes. Cuenta con más de 8000 piezas arqueológicas.
- Museo de la Cerámica.
- Museo de los Metales.
- Museo del Banco Central. Data de los inicios de los años 80.
- Centro de Artes Populares Interamericano. Museo del CIDAP. Fundado en el 2004, el museo posee cerca de 7000 piezas de colección, que comprenden artesanías de varios países latinoamericanos.
- Museo de la Identidad Cañari.
- Museo Casa de la Cultura Núcleo del Azuay. Fundado en 1945.
- Museo de Historia de la Medicina Guillermo Aguilar Maldonado. Funciona en la antigua Escuela de Medicina de la Universidad de Cuenca.
- Museo Remigio Crespo Toral. Cuenta con más de 18.000 piezas arqueológicas y cerca de 700 piezas de arte colonial.
- Museo de Jefferson Pérez. Tiene más de 200 fotos del nombrado campeón olímpico, ganador de la medalla de oro en los Juegos Olímpicos de 1996.

Cuenca en si es una ciudad hermosa que merece ser visitada; en sus calles guarda secretos y lugares fabulosos entre los principales tenemos las aguas termales de Baños de Cuenca, con su deliciosa comida típica, Los cuyes asados de la calle Don Bosco, El delcioso Cafecito de Doña Aurora Calle es una cafetería que existe en las inmediaciones del mercado 10 de agosto por más de 30 años. Para la gente que gusta de la vida nocturna la calle Larga con un innumerable cantidad de bares, discotecas, posadas y cybers de los que destacan Hostal el Cafecito, internet Santa Ana, Wunderbar y centro cultural Prohibido; preferidos por extranjeros. Además es recomendable visitar el barranco donde se puede apreciar la hermosura del río Tomebamba. La visita de los cantones vecinos como Chordeleg famosa por sus joyas, Gualaceo con sus únicos paisajes y las delicias de su comida típica, Girón con su bella cascada son actividades que podrían considerarse un pecado dejar de realizar al visitar esta ciudad.

### Parque nacional Cajas

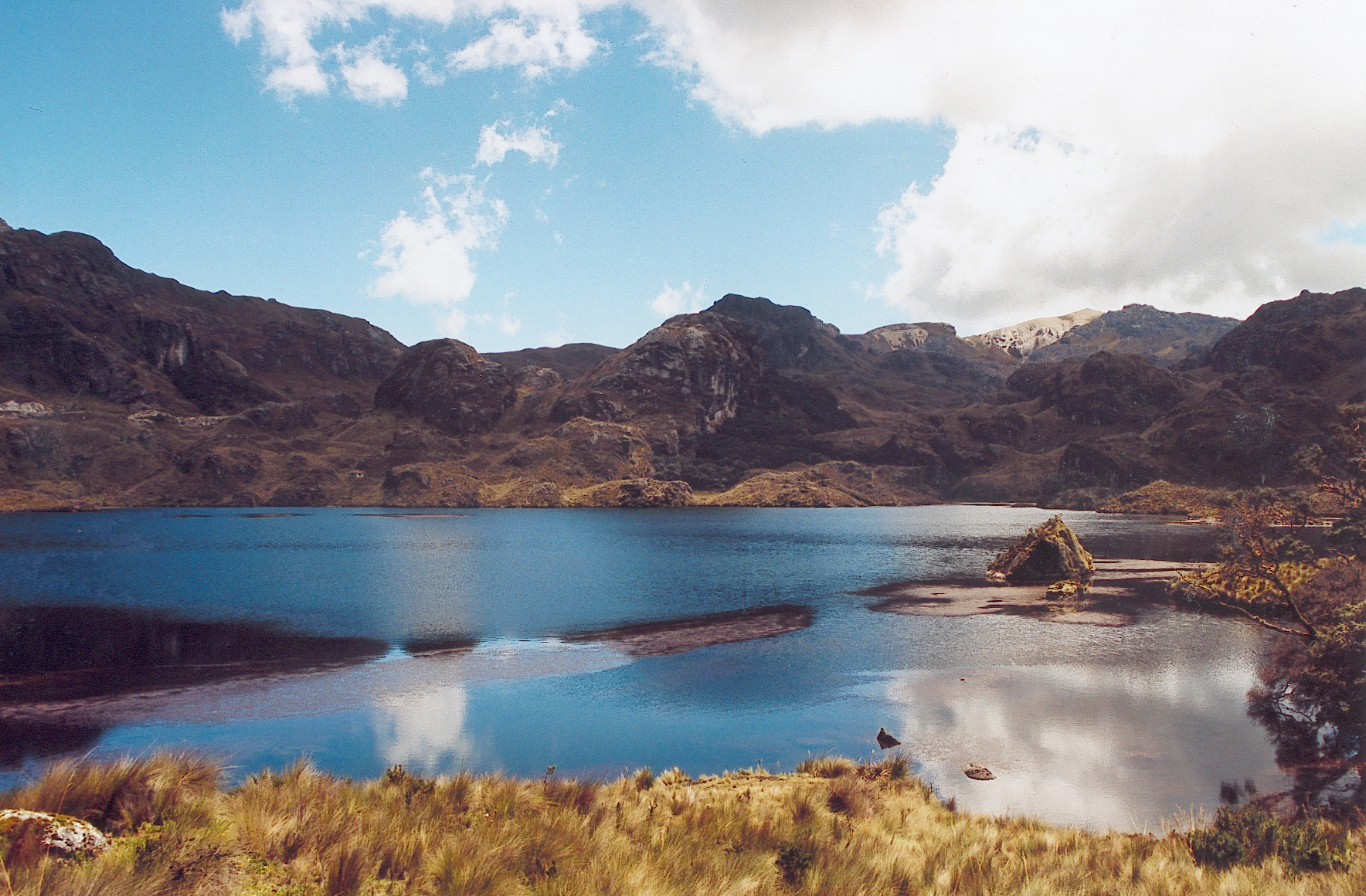
Laguna del Cajas

El Parque nacional Cajas está situado en los Andes, al sur del Ecuador, en la provincia de Azuay, a 33 km al noroccidente de la ciudad de Cuenca. Los accesos más comunes al parque inician todos en Cuenca: Desde allí, la vía Cuenca-Molleturo atraviesa en Control de Surocucho en poco más de 30 minutos de viaje; más adelante, esta misma carretera pasa a orillas de la laguna La Toreadora donde están el Centro Administrativo y de Información del Parque. Siguiendo de largo hacia Molleturo , por esta vía se conoce el sector norte del Cajas y se serpentea entre varias lagunas mayores y menores.
Para acceder al parque desde la costa, la vía Molleturo-Cuenca es también la mejor opción.
Con el marco fundamental de un ecosistema paramero, existen en el parque 232 lagunas bien definidas ubicadas sobre sus extensos valles; entre las más importantes están Lagartococha, Osohuaycu, Mamamag o Taitachungo, Quinoascocha, La Toreadora, Sunincocha, Cascarillas, Ventanas y Tinguishcocha. Esta gran cantidad de lagunas regula y conserva a los riachuelos de la zona a través de su drenaje; ríos como el Tomebamba , el Mazán , el Yanuncay y el Migüir nacen en el Cajas y abastecen de agua potable a la ciudad de Cuenca; son, a la vez, principales aportadores del Complejo Hidroeléctrico Paute, que provee de electricidad a casi todo el país.
En las alturas de la Cordillera Occidental de los Andes , al oeste de la ciudad de Cuenca, se halla el parque nacional Cajas, formado principalmente por grandes elevaciones que guardan en su interior sistemas lacustres a manera de enormes cajas interconectadas, de allí su nombre, Cajas.
En el área no existe una marcada regularidad del clima; se dan frecuentes heladas y hay presencia permanente de lloviznas (garúa) y neblina.
En el límite oriental del parque se erige un Bosque Pluvial Subalpino (bp-SA), compuesto principalmente por especies arbóreas y arbustos con gran diversidad de orquídeas, helechos y musgos. Se destaca la formación de bosque de Polylepis, qiwuña, "quinoa" o "árbol de papel", el cual tiene entre 8 y 10 m de altura, y crece a la orilla de las lagunas o quebradas y en lugares rocosos y es la única especie de árbol por encima de 4.000 m s. n. m. En el límite occidental, abundan las especies maderables.
Se encuentran venados de cola blanca, oso de anteojos, miniatura, ocelotes, venados del páramo, conejos de páramo y el tapir andino. Las aves más importantes son el caracara, el cóndor, el tucán andino, patos y colibríes. El ratón de agua de Cajas es una especie endémica de parque. Al igual que la norteña Reserva Ecológica de El Ángel, las lagunas del Cajas son reconocidas y muy concurridas por sus truchas.
Atractivos:
Laguna de Lagartococha: En sus orillas es posible acampar y el lugar es muy concurrido para la pesca deportiva. Al lado de Lagartococha está situada la "Cueva de los Muertos", llamada así porque viajeros de hace más de un siglo habrían perecido en el sitio víctimas del paludismo.
Avilahuayco: Hace las veces de un mirador natural o atalaya; el panorama que ofrece desde su cumbre es muy atractivo ya que desde allí se observan "las cajas" que dominan toda la zona.
Loma de Tres Cruces: Es una de las partes más altas del parque donde se encuentra la divisoria de aguas entre aquellas que van hacia el Amazonas y las que avanzan hacia el Pacífico. El Camino de García Moreno cruza por allí y la tradición cuenta que debe su nombre a los muchos muertos que intentaron pernoctar el lugar en su viaje desde la costa, pero que por el intenso frío de la noche no lograron ver el amanecer.
Laguna Taitachungo (Mamamag): Partiendo de la Toreadora hay algunos senderos que conducen a ella. Desde aquí se puede seguir un trecho del Ingañán o Camino del Inca hacia la cueva de Luspa. En Mamamag se han encontrado otros restos de construcciones preincaicas representados por gradas de piedra y cimientos de algún tipo de edificación, presumiblemente cuartos para pernoctar; más que viviendas, estas construcciones parecen haber servido de tambos, refugios de viaje, dado que el sitio es clave para el paso hacia la costa.

### Cantón Gualaceo
Por la belleza única de este cantòn azuayo enclavado en el valle del Santa Bárbara y por el carácter acogedor de su gente, a Gualaceo se le denomina el “Jardín Azuayo” actualmente ostenta el título de Patrimonio Cultural de la Nación. Por su situación, es un nudo de comunicaciones hacia el oriente ecuatoriano. También es una potencia gastronómica importante ya que tiene varios productos como la bebida denominada Rosero preparada con varias frutas; el dulce de porotos, con un sabor similar al manjar de leche; el Hornado de Cerdo; el moroco con tortillas; entre muchos otros. Alguno de sus lugares más visitados son: 
- Centro histórico (Patrimonio Cultural del Ecuador, INPC)
- Iglesia matriz de Gualaceo
- Mercado 25 de Junio
- Antiguo Hospital Moreno Vásquez
- Puente Bimbambum
- Puente Velasco Ibarra
- Museo de la Vicaria de Gualaceo
- Museo López Abad
- Bosque Aguarongo (Parroquia Jadán)
- Bosque Collay (Uchucay, Parroquia Luis Cordero)
- Parroquia San Juan

### Cantón Chordeleg
Chordeleg es un cantón famoso por su artesanía, como cerámicas, bordados a mano y joyería. Cuenta con decenas de joyerías en las cuales se destacan los maravillosos trabajos de orfebrería de sus habitantes.Es un cantón reconocido alrededor del mundo por su maravilloso contenido cultural que es único por la gran calidad de sus obras en artesanías, sean estas en barro, paja toquilla o metales nobles. En el centro cantonal existen más de cien joyerías, donde se pueden encontrar un sinnúmero de obras maestras en oro, plata, oro blanco y demás metales usados desde hace miles de años por los habitantes de estas latitudes. Alguno de sus lugares más visitados son: 
- Centro Urbano
- Mercado Central
- Piedra de Punguhayco
- Museo Municipal
- Museo Por ti Chordeleg de señor Manuel Galarza
- Parroquia Principal (Tres Lagunas y el Cerro Fasayñan)

### Otros lugares turísticos
- Parroquia Turi

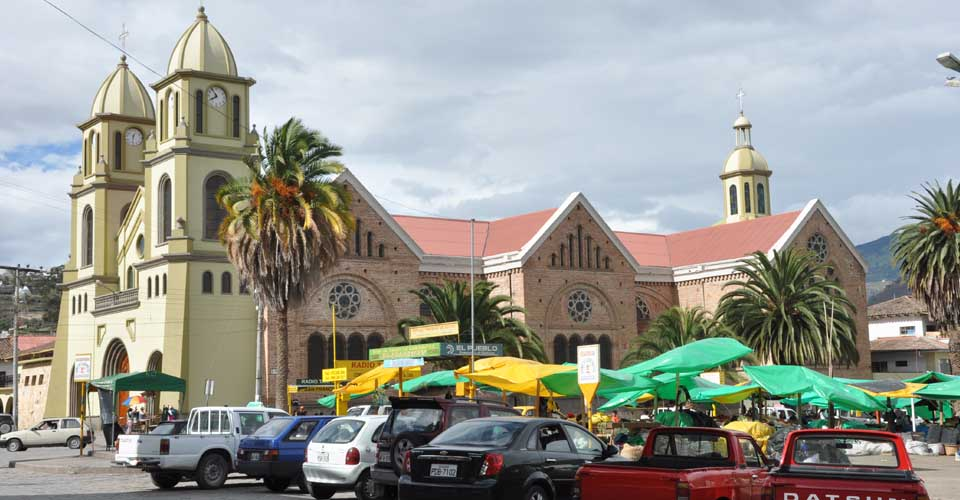
Iglesia Central de Gualaceo

- El Barranco del Río Tomebamba en Cuenca
- Los vestigios arqueológicos de Pumapungo
- Riberas del río Tomebamba, el río Yanuncay, el río Machángara y el río Tarqui
- El Portete de Tarqui en el cantón Girón
- La Laguna de Busa en el Cantón San Fernando
- La iglesia matriz del Cantón San Fernando

### Fiestas Populares y cultura
- Fiesta del Durazno - Gualaceo - marzo
- Fiesta del cuy - Ricaurte - febrero
- Fiesta de la Caña - Santa Isabel - septiembre
- Fiesta de los Toros - cantón Girón - octubre y noviembre
- El Pase del Niño - Cuenca - diciembre
- Fiestas patronales - Cantón San Fernando - mayo

## Deporte
Azuay es cuna de grandes deportistas que han dejado muy en alto el nombre del país, este es el caso del Rolando Vera corredor, y el marchista Jefferson Pérez, quien es el primer ecuatoriano en ganar una medalla en las Olimpiadas, una de oro en Atlanta en 1996 y una de plata en Pekín en 2008.
En el fútbol existen varios equipos en la provincia, siendo el más destacado el Club Deportivo Cuenca.